# Mistrzostwa Azji w Piłce Siatkowej Mężczyzn 2017
XIX Mistrzostwa Azji w Piłce Siatkowej Mężczyzn – dziewiętnasta edycja siatkarskich Mistrzostw Azji. Turniej odbył się w Gresik pomiędzy 24 lipca a 1 sierpnia 2017 roku.

## Podział drużyn w grupach
| Grupa A                                     | Grupa B                            | Grupa C                                    | Grupa D                            |
| ------------------------------------------- | ---------------------------------- | ------------------------------------------ | ---------------------------------- |
| Indonezja Katar Kazachstan Arabia Saudyjska | Iran Chińskie Tajpej Pakistan Irak | Japonia Korea Południowa Wietnam Sri Lanka | Australia Chiny Tajlandia Hongkong |

## System rozgrywek
Turniej składał się z kilku etapów. W pierwszej rundzie zespoły podzielone na cztery grupy rozgrywały mecze w systemie kołowym "każdy z każdym". Po dwie najlepsze drużyny z każdej grupy trafiły do grup E i F drugiej rundy, a pozostałe do grup G i H, przy czym w drugiej rundzie w jednej grupie znajdowały się zespoły z grup A i C lub B i D.
W druga runda również rozgrywana była w systemie kołowym, przy czym uwzględniano również wyniki meczów między konkretnymi zespołami z pierwszej rundy. Wszystkie drużyny z grup E i F trafiły do ćwierćfinałów. Po dwie najlepsze reprezentacje z grup G i H utworzyły pary w rywalizacji o miejsca 9-12., natomiast pozostałe – o miejsca 13-16.
Pary ćwierćfinałowe utworzono według schematu 1E-4F, 2E-3F, 3E-2F, 4E-1F. Przegrani ćwierćfinałów utworzyli pary w rywalizacji o miejsca 5-8. – wygrani zagrali o 5. miejsce, a przegrani o 7. miejsce. Na analogicznych zasadach toczyła się rywalizacja o miejsca 9-12. oraz 13-16.

## Wyniki

### I Runda
awans do grupy E i F
     awans do grupy G i H

#### Grupa A
| Lp. | Drużyna          | Mecze | Mecze   | Mecze   | Pkt | Sety | Sety | Sety  | Małe punkty | Małe punkty | Małe punkty |
| Lp. | Drużyna          | M     | W (3:2) | P (2:3) | Pkt | wyg. | prz. | ratio | zdob.       | str.        | ratio       |
| --- | ---------------- | ----- | ------- | ------- | --- | ---- | ---- | ----- | ----------- | ----------- | ----------- |
| 1   | Kazachstan       | 3     | 3 (2)   | 0 (0)   | 7   | 9    | 4    | 2.250 | 290         | 264         | 1.098       |
| 2   | Indonezja        | 3     | 2 (1)   | 1 (1)   | 6   | 8    | 6    | 1.333 | 310         | 307         | 1.010       |
| 3   | Katar            | 3     | 1 (0)   | 2 (2)   | 5   | 7    | 6    | 1.167 | 281         | 272         | 1.033       |
| 4   | Arabia Saudyjska | 3     | 0 (0)   | 3 (0)   | 0   | 1    | 9    | 0.111 | 201         | 248         | 0.810       |

Źródło: asianvolleyball.net 
Punktacja: 3:0 i 3:1 – 3 pkt; 3:2 – 2 pkt; 2:3 – 1 pkt; 1:3 i 0:3 – 0 pkt
Zasady ustalania kolejności: 1. liczba zwycięstw; 2. liczba punktów; 3. stosunek setów; 4. stosunek małych punktów; 5. bilans w bezpośrednich meczach
| Data  | Godz. | Drużyna 1        | Wynik | Drużyna 2        | 1     | 2     | 3     | 4     | 5     | Widzów | *  |
| ----- | ----- | ---------------- | ----- | ---------------- | ----- | ----- | ----- | ----- | ----- | ------ | -- |
| 24.07 | 11:30 | Indonezja        | 3:1   | Arabia Saudyjska | 25:23 | 25:21 | 22:25 | 26:24 |       | 3500   | 1  |
| 24.07 | 16:30 | Katar            | 2:3   | Kazachstan       | 25:18 | 25:20 | 24:26 | 19:25 | 10:15 | 300    | 3  |
| 25.07 | 14:00 | Arabia Saudyjska | 0:3   | Katar            | 23:25 | 21:25 | 21:25 |       |       | 1400   | 9  |
| 25.07 | 16:30 | Indonezja        | 2:3   | Kazachstan       | 25:23 | 25:27 | 21:25 | 25:21 | 13:15 | 2250   | 11 |
| 26.07 | 11:30 | Kazachstan       | 3:0   | Arabia Saudyjska | 25:13 | 25:22 | 25:17 |       |       | 400    | 17 |
| 26.07 | 16:30 | Indonezja        | 3:2   | Katar            | 24:26 | 14:25 | 25:20 | 25:21 | 15:11 | 3600   | 19 |

#### Grupa B
| Lp. | Drużyna         | Mecze | Mecze   | Mecze   | Pkt | Sety | Sety | Sety  | Małe punkty | Małe punkty | Małe punkty |
| Lp. | Drużyna         | M     | W (3:2) | P (2:3) | Pkt | wyg. | prz. | ratio | zdob.       | str.        | ratio       |
| --- | --------------- | ----- | ------- | ------- | --- | ---- | ---- | ----- | ----------- | ----------- | ----------- |
| 1   | Iran            | 3     | 3 (0)   | 0 (0)   | 9   | 9    | 0    | MAX   | 230         | 182         | 1.264       |
| 2   | Chińskie Tajpej | 3     | 2 (0)   | 1 (0)   | 6   | 6    | 3    | 2.000 | 220         | 194         | 1.134       |
| 3   | Pakistan        | 3     | 1 (0)   | 2 (0)   | 3   | 3    | 7    | 0.429 | 199         | 238         | 0.836       |
| 4   | Irak            | 3     | 0 (0)   | 3 (0)   | 0   | 1    | 9    | 0.111 | 209         | 244         | 0.857       |

Źródło: asianvolleyball.net 
Punktacja: 3:0 i 3:1 – 3 pkt; 3:2 – 2 pkt; 2:3 – 1 pkt; 1:3 i 0:3 – 0 pkt
Zasady ustalania kolejności: 1. liczba zwycięstw; 2. liczba punktów; 3. stosunek setów; 4. stosunek małych punktów; 5. bilans w bezpośrednich meczach
| Data  | Godz. | Drużyna 1       | Wynik | Drużyna 2       | 1     | 2     | 3     | 4     | 5 | Widzów | *  |
| ----- | ----- | --------------- | ----- | --------------- | ----- | ----- | ----- | ----- | - | ------ | -- |
| 24.07 | 11:30 | Chińskie Tajpej | 3:0   | Pakistan        | 25:17 | 25:16 | 25:14 |       |   | 1220   | 2  |
| 24.07 | 14:00 | Iran            | 3:0   | Irak            | 25:17 | 25:16 | 25:21 |       |   | 350    | 4  |
| 25.07 | 11:30 | Irak            | 0:3   | Chińskie Tajpej | 24:26 | 21:25 | 22:25 |       |   | 400    | 10 |
| 25.07 | 14:00 | Iran            | 3:0   | Pakistan        | 25:23 | 25:22 | 25:14 |       |   | 200    | 12 |
| 26.07 | 11:30 | Pakistan        | 3:1   | Irak            | 26:24 | 25:17 | 17:25 | 25:22 |   | 260    | 18 |
| 26.07 | 14:00 | Iran            | 3:0   | Chińskie Tajpej | 25:10 | 30:28 | 25:21 |       |   | 190    | 20 |

#### Grupa C
| Lp. | Drużyna          | Mecze | Mecze   | Mecze   | Pkt | Sety | Sety | Sety  | Małe punkty | Małe punkty | Małe punkty |
| Lp. | Drużyna          | M     | W (3:2) | P (2:3) | Pkt | wyg. | prz. | ratio | zdob.       | str.        | ratio       |
| --- | ---------------- | ----- | ------- | ------- | --- | ---- | ---- | ----- | ----------- | ----------- | ----------- |
| 1   | Korea Południowa | 3     | 3 (1)   | 0 (0)   | 8   | 9    | 2    | 4.500 | 253         | 207         | 1.222       |
| 2   | Japonia          | 3     | 2 (0)   | 1 (1)   | 7   | 8    | 3    | 2.667 | 249         | 203         | 1.227       |
| 3   | Wietnam          | 3     | 1 (1)   | 2 (0)   | 2   | 3    | 8    | 0.375 | 204         | 249         | 0.819       |
| 4   | Sri Lanka        | 3     | 0 (0)   | 3 (1)   | 1   | 2    | 9    | 0.222 | 204         | 251         | 0.813       |

Źródło: asianvolleyball.net 
Punktacja: 3:0 i 3:1 – 3 pkt; 3:2 – 2 pkt; 2:3 – 1 pkt; 1:3 i 0:3 – 0 pkt
Zasady ustalania kolejności: 1. liczba zwycięstw; 2. liczba punktów; 3. stosunek setów; 4. stosunek małych punktów; 5. bilans w bezpośrednich meczach
| Data  | Godz. | Drużyna 1        | Wynik | Drużyna 2        | 1     | 2     | 3     | 4     | 5    | Widzów | *  |
| ----- | ----- | ---------------- | ----- | ---------------- | ----- | ----- | ----- | ----- | ---- | ------ | -- |
| 24.07 | 18:45 | Japonia          | 3:0   | Sri Lanka        | 25:17 | 25:16 | 25:17 |       |      | 200    | 6  |
| 24.07 | 19:20 | Korea Południowa | 3:0   | Wietnam          | 25:17 | 25:19 | 25:17 |       |      | 500    | 8  |
| 25.07 | 18:50 | Sri Lanka        | 0:3   | Korea Południowa | 15:25 | 20:25 | 20:25 |       |      | 300    | 16 |
| 25.07 | 19:20 | Japonia          | 3:0   | Wietnam          | 25:13 | 25:19 | 25:18 |       |      | 220    | 14 |
| 26.07 | 19:00 | Wietnam          | 3:2   | Sri Lanka        | 25:19 | 16:25 | 25:21 | 20:25 | 15:9 | 200    | 24 |
| 26.07 | 19:00 | Japonia          | 2:3   | Korea Południowa | 22:25 | 25:21 | 25:17 | 18:25 | 9:15 | 750    | 22 |

#### Grupa D
| Lp. | Drużyna   | Mecze | Mecze   | Mecze   | Pkt | Sety | Sety | Sety  | Małe punkty | Małe punkty | Małe punkty |
| Lp. | Drużyna   | M     | W (3:2) | P (2:3) | Pkt | wyg. | prz. | ratio | zdob.       | str.        | ratio       |
| --- | --------- | ----- | ------- | ------- | --- | ---- | ---- | ----- | ----------- | ----------- | ----------- |
| 1   | Australia | 3     | 3 (1)   | 0 (0)   | 8   | 9    | 2    | 4.500 | 261         | 210         | 1.243       |
| 2   | Chiny     | 3     | 2 (0)   | 1 (0)   | 6   | 6    | 3    | 2.000 | 214         | 183         | 1.169       |
| 3   | Tajlandia | 3     | 1 (0)   | 2 (1)   | 4   | 5    | 7    | 0.714 | 254         | 262         | 0.969       |
| 4   | Hongkong  | 3     | 0 (0)   | 3 (0)   | 0   | 1    | 9    | 0.111 | 174         | 248         | 0.702       |

Źródło: asianvolleyball.net 
Punktacja: 3:0 i 3:1 – 3 pkt; 3:2 – 2 pkt; 2:3 – 1 pkt; 1:3 i 0:3 – 0 pkt
Zasady ustalania kolejności: 1. liczba zwycięstw; 2. liczba punktów; 3. stosunek setów; 4. stosunek małych punktów; 5. bilans w bezpośrednich meczach
| Data  | Godz. | Drużyna 1 | Wynik | Drużyna 2 | 1     | 2     | 3     | 4     | 5     | Widzów | *  |
| ----- | ----- | --------- | ----- | --------- | ----- | ----- | ----- | ----- | ----- | ------ | -- |
| 24.07 | 14:10 | Chiny     | 3:0   | Tajlandia | 25:19 | 29:27 | 25:13 |       |       | 300    | 7  |
| 24.07 | 16:30 | Australia | 3:0   | Hongkong  | 25:17 | 25:20 | 25:16 |       |       | 100    | 5  |
| 25.07 | 11:30 | Australia | 3:2   | Tajlandia | 19:25 | 26:28 | 25:19 | 25:14 | 15:11 | 1200   | 13 |
| 25.07 | 16:30 | Hongkong  | 0:3   | Chiny     | 13:25 | 16:25 | 19:25 |       |       | 200    | 15 |
| 26.07 | 14:00 | Tajlandia | 3:1   | Hongkong  | 23:25 | 25:8  | 25:19 | 25:21 |       | 500    | 23 |
| 26.07 | 16:30 | Australia | 3:0   | Chiny     | 26:24 | 25:13 | 25:23 |       |       | 200    | 21 |

### II Runda
awans do ćwierćfinału
     mecze o miejsca 9.-12.
     mecze o miejsca 13.-16.

#### Grupa E
| Lp. | Drużyna          | Mecze | Mecze   | Mecze   | Pkt | Sety | Sety | Sety  | Małe punkty | Małe punkty | Małe punkty |
| Lp. | Drużyna          | M     | W (3:2) | P (2:3) | Pkt | wyg. | prz. | ratio | zdob.       | str.        | ratio       |
| --- | ---------------- | ----- | ------- | ------- | --- | ---- | ---- | ----- | ----------- | ----------- | ----------- |
| 1   | Korea Południowa | 3     | 3 (1)   | 0 (0)   | 8   | 9    | 4    | 2.250 | 296         | 254         | 1.165       |
| 2   | Japonia          | 3     | 2 (0)   | 1 (1)   | 7   | 8    | 3    | 2.667 | 249         | 213         | 1.169       |
| 3   | Kazachstan       | 3     | 1 (1)   | 2 (0)   | 2   | 4    | 8    | 0.500 | 250         | 282         | 0.887       |
| 4   | Indonezja        | 3     | 0 (0)   | 3 (1)   | 1   | 3    | 9    | 0.333 | 235         | 281         | 0.836       |

Źródło: asianvolleyball.net 
Punktacja: 3:0 i 3:1 – 3 pkt; 3:2 – 2 pkt; 2:3 – 1 pkt; 1:3 i 0:3 – 0 pkt
Zasady ustalania kolejności: 1. liczba zwycięstw; 2. liczba punktów; 3. stosunek setów; 4. stosunek małych punktów; 5. bilans w bezpośrednich meczach
| Data  | Godz. | Drużyna 1        | Wynik | Drużyna 2        | 1     | 2     | 3     | 4     | 5 | Widzów | *  |
| ----- | ----- | ---------------- | ----- | ---------------- | ----- | ----- | ----- | ----- | - | ------ | -- |
| 27.07 | 16:30 | Kazachstan       | 0:3   | Japonia          | 18:25 | 19:25 | 23:25 |       |   | 820    | 25 |
| 27.07 | 19:00 | Korea Południowa | 3:1   | Indonezja        | 25:21 | 20:25 | 25:14 | 25:16 |   | 3000   | 27 |
| 29.07 | 16:30 | Kazachstan       | 1:3   | Korea Południowa | 18:25 | 25:23 | 23:25 | 13:25 |   | 2800   | 33 |
| 29.07 | 19:00 | Indonezja        | 0:3   | Japonia          | 23:25 | 15:25 | 12:25 |       |   | 3500   | 35 |

#### Grupa F
| Lp. | Drużyna         | Mecze | Mecze   | Mecze   | Pkt | Sety | Sety | Sety  | Małe punkty | Małe punkty | Małe punkty |
| Lp. | Drużyna         | M     | W (3:2) | P (2:3) | Pkt | wyg. | prz. | ratio | zdob.       | str.        | ratio       |
| --- | --------------- | ----- | ------- | ------- | --- | ---- | ---- | ----- | ----------- | ----------- | ----------- |
| 1   | Iran            | 3     | 2 (0)   | 1 (0)   | 6   | 6    | 4    | 1.500 | 241         | 218         | 1.106       |
| 2   | Chińskie Tajpej | 3     | 2 (0)   | 1 (0)   | 6   | 6    | 5    | 1.200 | 264         | 256         | 1.031       |
| 3   | Australia       | 3     | 1 (0)   | 2 (0)   | 3   | 5    | 6    | 0.833 | 232         | 256         | 0.906       |
| 4   | Chiny           | 3     | 1 (0)   | 2 (0)   | 3   | 4    | 6    | 0.667 | 229         | 236         | 0.970       |

Źródło: asianvolleyball.net 
Punktacja: 3:0 i 3:1 – 3 pkt; 3:2 – 2 pkt; 2:3 – 1 pkt; 1:3 i 0:3 – 0 pkt
Zasady ustalania kolejności: 1. liczba zwycięstw; 2. liczba punktów; 3. stosunek setów; 4. stosunek małych punktów; 5. bilans w bezpośrednich meczach
| Data  | Godz. | Drużyna 1 | Wynik | Drużyna 2       | 1     | 2     | 3     | 4     | 5 | Widzów | *  |
| ----- | ----- | --------- | ----- | --------------- | ----- | ----- | ----- | ----- | - | ------ | -- |
| 27.07 | 11:30 | Australia | 1:3   | Chińskie Tajpej | 23:25 | 17:25 | 26:24 | 18:25 |   | 375    | 28 |
| 27.07 | 14:00 | Iran      | 0:3   | Chiny           | 25:27 | 19:25 | 20:25 |       |   | 250    | 26 |
| 29.07 | 11:30 | Chiny     | 1:3   | Chińskie Tajpej | 22:25 | 25:19 | 25:27 | 20:25 |   | 350    | 36 |
| 29.07 | 14:00 | Iran      | 3:1   | Australia       | 25:11 | 25:19 | 22:25 | 25:17 |   | 1000   | 34 |

#### Grupa G
| Lp. | Drużyna          | Mecze | Mecze   | Mecze   | Pkt | Sety | Sety | Sety  | Małe punkty | Małe punkty | Małe punkty |
| Lp. | Drużyna          | M     | W (3:2) | P (2:3) | Pkt | wyg. | prz. | ratio | zdob.       | str.        | ratio       |
| --- | ---------------- | ----- | ------- | ------- | --- | ---- | ---- | ----- | ----------- | ----------- | ----------- |
| 1   | Katar            | 3     | 2 (0)   | 1 (1)   | 7   | 8    | 4    | 2.000 | 277         | 260         | 1.065       |
| 2   | Wietnam          | 3     | 2 (1)   | 1 (0)   | 5   | 7    | 6    | 1.167 | 291         | 286         | 1.017       |
| 3   | Sri Lanka        | 3     | 1 (1)   | 2 (1)   | 3   | 6    | 8    | 0.750 | 297         | 303         | 0.980       |
| 4   | Arabia Saudyjska | 3     | 1 (0)   | 2 (0)   | 3   | 4    | 7    | 0.571 | 252         | 268         | 0.940       |

Źródło: asianvolleyball.net 
Punktacja: 3:0 i 3:1 – 3 pkt; 3:2 – 2 pkt; 2:3 – 1 pkt; 1:3 i 0:3 – 0 pkt
Zasady ustalania kolejności: 1. liczba zwycięstw; 2. liczba punktów; 3. stosunek setów; 4. stosunek małych punktów; 5. bilans w bezpośrednich meczach
| Data  | Godz. | Drużyna 1        | Wynik | Drużyna 2        | 1     | 2     | 3     | 4     | 5     | Widzów | *  |
| ----- | ----- | ---------------- | ----- | ---------------- | ----- | ----- | ----- | ----- | ----- | ------ | -- |
| 27.07 | 11:30 | Katar            | 2:3   | Sri Lanka        | 25:19 | 24:26 | 20:25 | 25:23 | 12:15 | 700    | 29 |
| 27.07 | 17:20 | Wietnam          | 3:1   | Arabia Saudyjska | 24:26 | 25:21 | 29:27 | 25:19 |       | 150    | 31 |
| 29.07 | 11:30 | Katar            | 3:1   | Wietnam          | 25:22 | 25:15 | 19:25 | 27:25 |       | 190    | 37 |
| 29.07 | 16:30 | Arabia Saudyjska | 3:1   | Sri Lanka        | 25:17 | 27:25 | 19:25 | 25:23 |       | 110    | 39 |

#### Grupa H
| Lp. | Drużyna   | Mecze | Mecze   | Mecze   | Pkt | Sety | Sety | Sety  | Małe punkty | Małe punkty | Małe punkty |
| Lp. | Drużyna   | M     | W (3:2) | P (2:3) | Pkt | wyg. | prz. | ratio | zdob.       | str.        | ratio       |
| --- | --------- | ----- | ------- | ------- | --- | ---- | ---- | ----- | ----------- | ----------- | ----------- |
| 1   | Tajlandia | 3     | 3 (0)   | 0 (0)   | 9   | 9    | 2    | 4.500 | 269         | 219         | 1.228       |
| 2   | Pakistan  | 3     | 2 (1)   | 1 (0)   | 5   | 6    | 6    | 1.000 | 266         | 261         | 1.019       |
| 3   | Irak      | 3     | 1 (0)   | 2 (0)   | 3   | 5    | 7    | 0.714 | 267         | 266         | 1.004       |
| 4   | Hongkong  | 3     | 0 (0)   | 3 (1)   | 1   | 4    | 9    | 0.444 | 248         | 304         | 0.816       |

Źródło: asianvolleyball.net 
Punktacja: 3:0 i 3:1 – 3 pkt; 3:2 – 2 pkt; 2:3 – 1 pkt; 1:3 i 0:3 – 0 pkt
Zasady ustalania kolejności: 1. liczba zwycięstw; 2. liczba punktów; 3. stosunek setów; 4. stosunek małych punktów; 5. bilans w bezpośrednich meczach
| Data  | Godz. | Drużyna 1 | Wynik | Drużyna 2 | 1     | 2     | 3     | 4     | 5    | Widzów | *  |
| ----- | ----- | --------- | ----- | --------- | ----- | ----- | ----- | ----- | ---- | ------ | -- |
| 27.07 | 14:30 | Pakistan  | 3:2   | Hongkong  | 21:25 | 22:25 | 25:20 | 25:21 | 15:6 | 100    | 30 |
| 27.07 | 20:10 | Tajlandia | 3:1   | Irak      | 20:25 | 25:12 | 25:23 | 25:21 |      | 150    | 32 |
| 29.07 | 14:00 | Pakistan  | 0:3   | Tajlandia | 18:25 | 24:26 | 23:25 |       |      | 100    | 38 |
| 29.07 | 19:05 | Irak      | 3:1   | Hongkong  | 25:13 | 25:22 | 23:25 | 25:18 |      | 235    | 40 |

### Runda finałowa

#### Rywalizacja o miejsca 13.-16.
| Data  | Godz. | Drużyna 1 | Wynik | Drużyna 2        | 1     | 2     | 3     | 4 | 5 | Widzów | *  |
| ----- | ----- | --------- | ----- | ---------------- | ----- | ----- | ----- | - | - | ------ | -- |
| 30.07 | 11:30 | Sri Lanka | 3:0   | Hongkong         | 25:18 | 25:13 | 25:17 |   |   | 300    | 45 |
| 30.07 | 14:00 | Irak      | 3:0   | Arabia Saudyjska | 25:20 | 25:19 | 25:17 |   |   | 200    | 46 |

#### Rywalizacja o miejsca 9.-12.
| Data  | Godz. | Drużyna 1 | Wynik | Drużyna 2 | 1     | 2     | 3     | 4     | 5     | Widzów | *  |
| ----- | ----- | --------- | ----- | --------- | ----- | ----- | ----- | ----- | ----- | ------ | -- |
| 30.07 | 16:30 | Katar     | 3:2   | Pakistan  | 25:19 | 20:25 | 17:25 | 25:18 | 15:12 | 95     | 47 |
| 30.07 | 19:10 | Tajlandia | 2:3   | Wietnam   | 19:25 | 16:25 | 25:21 | 25:16 | 10:15 | 155    | 48 |

#### Ćwierćfinały
| Data  | Godz. | Drużyna 1        | Wynik | Drużyna 2  | 1     | 2     | 3     | 4     | 5     | Widzów | *  |
| ----- | ----- | ---------------- | ----- | ---------- | ----- | ----- | ----- | ----- | ----- | ------ | -- |
| 30.07 | 11:30 | Chińskie Tajpej  | 0:3   | Kazachstan | 22:25 | 22:25 | 23:25 |       |       | 300    | 44 |
| 30.07 | 14:00 | Japonia          | 3:0   | Australia  | 25:21 | 25:16 | 25:22 |       |       | 600    | 43 |
| 30.07 | 16:30 | Korea Południowa | 3:0   | Chiny      | 25:18 | 25:19 | 25:23 |       |       | 950    | 41 |
| 30.07 | 19:00 | Iran             | 2:3   | Indonezja  | 25:18 | 25:18 | 23:25 | 24:26 | 11:15 | 2400   | 42 |

#### Mecz o 15. miejsce
| Data  | Godz. | Drużyna 1 | Wynik | Drużyna 2        | 1     | 2     | 3     | 4 | 5 | Widzów | *  |
| ----- | ----- | --------- | ----- | ---------------- | ----- | ----- | ----- | - | - | ------ | -- |
| 31.07 | 11:30 | Hongkong  | 0:3   | Arabia Saudyjska | 17:25 | 20:25 | 19:25 |   |   | 50     | 53 |

#### Mecz o 13. miejsce
| Data  | Godz. | Drużyna 1 | Wynik | Drużyna 2 | 1     | 2     | 3     | 4     | 5 | Widzów | *  |
| ----- | ----- | --------- | ----- | --------- | ----- | ----- | ----- | ----- | - | ------ | -- |
| 31.07 | 14:00 | Sri Lanka | 1:3   | Irak      | 25:16 | 11:25 | 22:25 | 21:25 |   | 100    | 54 |

#### Mecz o 11. miejsce
| Data  | Godz. | Drużyna 1 | Wynik | Drużyna 2 | 1     | 2     | 3     | 4     | 5 | Widzów | *  |
| ----- | ----- | --------- | ----- | --------- | ----- | ----- | ----- | ----- | - | ------ | -- |
| 31.07 | 16:30 | Pakistan  | 1:3   | Tajlandia | 23:25 | 25:18 | 18:25 | 18:25 |   | 125    | 55 |

#### Mecz o 9. miejsce
| Data  | Godz. | Drużyna 1 | Wynik | Drużyna 2 | 1     | 2     | 3     | 4     | 5 | Widzów | *  |
| ----- | ----- | --------- | ----- | --------- | ----- | ----- | ----- | ----- | - | ------ | -- |
| 31.07 | 18:45 | Katar     | 3:1   | Wietnam   | 25:18 | 25:22 | 16:25 | 25:15 |   | 100    | 56 |

#### Rywalizacja o miejsca 5.-8.
| Data  | Godz. | Drużyna 1 | Wynik | Drużyna 2       | 1     | 2     | 3     | 4     | 5     | Widzów | *  |
| ----- | ----- | --------- | ----- | --------------- | ----- | ----- | ----- | ----- | ----- | ------ | -- |
| 31.07 | 11:30 | Chiny     | 3:0   | Chińskie Tajpej | 25:22 | 25:19 | 25:23 |       |       | 200    | 49 |
| 31.07 | 14:00 | Iran      | 3:2   | Australia       | 17:25 | 18:25 | 25:21 | 25:19 | 16:14 | 300    | 50 |

#### Półfinały
| Data  | Godz. | Drużyna 1        | Wynik | Drużyna 2  | 1     | 2     | 3     | 4     | 5     | Widzów | *  |
| ----- | ----- | ---------------- | ----- | ---------- | ----- | ----- | ----- | ----- | ----- | ------ | -- |
| 31.07 | 16:40 | Korea Południowa | 2:3   | Kazachstan | 25:20 | 25:15 | 17:25 | 23:25 | 14:16 | 2500   | 51 |
| 31.07 | 19:30 | Indonezja        | 0:3   | Japonia    | 17:25 | 24:26 | 23:25 |       |       | 3500   | 52 |

#### Mecz o 7. miejsce
| Data  | Godz. | Drużyna 1       | Wynik | Drużyna 2 | 1     | 2     | 3     | 4     | 5     | Widzów | *  |
| ----- | ----- | --------------- | ----- | --------- | ----- | ----- | ----- | ----- | ----- | ------ | -- |
| 01.08 | 11:30 | Chińskie Tajpej | 3:2   | Australia | 25:23 | 25:20 | 21:25 | 23:25 | 15:11 | 200    | 57 |

#### Mecz o 5. miejsce
| Data  | Godz. | Drużyna 1 | Wynik | Drużyna 2 | 1     | 2     | 3     | 4     | 5 | Widzów | *  |
| ----- | ----- | --------- | ----- | --------- | ----- | ----- | ----- | ----- | - | ------ | -- |
| 01.08 | 14:00 | Chiny     | 1:3   | Iran      | 25:15 | 17:25 | 23:25 | 21:25 |   | 380    | 58 |

#### Mecz o 3. miejsce
| Data  | Godz. | Drużyna 1        | Wynik | Drużyna 2 | 1     | 2     | 3     | 4 | 5 | Widzów | *  |
| ----- | ----- | ---------------- | ----- | --------- | ----- | ----- | ----- | - | - | ------ | -- |
| 01.08 | 16:30 | Korea Południowa | 3:0   | Indonezja | 25:16 | 25:21 | 25:13 |   |   | 3200   | 59 |

#### Finał
| Data  | Godz. | Drużyna 1  | Wynik | Drużyna 2 | 1     | 2     | 3     | 4     | 5 | Widzów | *  |
| ----- | ----- | ---------- | ----- | --------- | ----- | ----- | ----- | ----- | - | ------ | -- |
| 01.08 | 19:00 | Kazachstan | 1:3   | Japonia   | 13:25 | 20:25 | 27:25 | 23:25 |   | 2800   | 60 |

## Klasyfikacja końcowa
| Miejsce | Reprezentacja    |
| ------- | ---------------- |
| złoto   | Japonia          |
| srebro  | Kazachstan       |
| brąz    | Korea Południowa |
| 4.      | Indonezja        |
| 5.      | Iran             |
| 6.      | Chiny            |
| 7.      | Chińskie Tajpej  |
| 8.      | Australia        |
| 9.      | Katar            |
| 10.     | Wietnam          |
| 11.     | Tajlandia        |
| 12.     | Pakistan         |
| 13.     | Irak             |
| 14.     | Sri Lanka        |
| 15.     | Arabia Saudyjska |
| 16.     | Hongkong         |

## Nagrody indywidualne
| MVP           | Najlepszy atakujący | Najlepsi przyjmujący            | Najlepsi środkowy             | Najlepszy rozgrywający | Najlepszy libero |
| ------------- | ------------------- | ------------------------------- | ----------------------------- | ---------------------- | ---------------- |
| Yūki Ishikawa | Rivan Nurmulki      | Yūki Ishikawa Vitalij Vorivodin | Nodirkhan Kadirkhanov Haku Ri | Naonobu Fujii          | Oh Jae-Seong     |